# Błyszczanka
Błyszczanka – wieś na Ukrainie w rejonie czortkowskim należącym do obwodu tarnopolskiego.
W nocy z 15 na 16 stycznia 1945 roku oddział Ukraińskiej Powstańczej Armii zabił w Błyszczance od 60 do 68 Polaków a 10 ranił.